# Webelsbach
Der Webelsbach ist ein 6,84 km langer Bach im Gemeindegebiet von Dachau und Bergkirchen. Er gehört zum Flusssystem der Isar.
Der Bach entsteht in Gräben bei Oberbachern. Er fließt weitgehend ostwärts und nimmt noch den Längenmoosgraben und den Breitengraben auf.
Er tritt in das Stadtgebiet von Dachau ein und mündet dort von links in die Amper. Der Webelsbach gilt als hochwassergefährdend.